# Shinhan Bank
Shinhan Bank (신한은행 Shinhan Eunhaeng, SWIFT SHBKKRSE, numeric 088), è una banca con sede a Seul in Corea del Sud. Storicamente fu la prima banca di Corea, sotto il nome di Hanseong Bank nel 1897.
La banca è stata ristabilita nel 1982. Fa parte del Shinhan Financial Group, insieme a Jeju Bank. Chohung Bank si fuse con Shinhan Bank il 1º aprile 2006.
Shinhan Bank partì come una piccola impresa con un capitale azionario di 25.0 miliardi di KRW, 279 impiegati, e 3 filiali il 7 luglio 1982. Oggi, si è trasformata in una grande banca, e vanta un patrimonio totale di 176.9 trilioni di KRW, un capitale azionario di 9.7 trilioni KRW , con 10,741 impiegati, e 1,026 filiali nel 2006. Dal 30 giugno, 2016, Shinhan Bank hha KRW 298.945 trilioni di KRW (260 miliardi di dollari), ed un deposito totale di 221.047 trilioni KRW (192 miliardi dollari) e prestiti di 212.228 trilioni di KRW (184 miliardi di dollari). Shinhan Bank è la sussidiaria principale di Shinhan Financial Group[SFG].